# Constante d'affaiblissement
La constante d'affaiblissement est un facteur caractéristique de l'atténuation : lorsqu'un signal se propage le long d'une ligne de transmission, son amplitude diminue à cause des pertes en ligne (atténuation linéique). Dans le cas d'une ligne adaptée, c'est-à-dire terminée par son impédance caractéristique, on peut écrire :
{\displaystyle V_{l}=V_{0}\cdot 10^{-{\frac {\alpha l}{20}}}\,}
où {\displaystyle V_{0}\,} et {\displaystyle V_{l}\,} sont les valeurs de l'amplitude du signal à l'origine et à une distance l du début de la ligne, et {\displaystyle \alpha \,} est la constante d'affaiblissement. Elle est donnée par les constructeurs de la ligne et elle est exprimée en dB/km.

## Note
1. ↑  Christian Carimalo, Cours d'électromagnétisme (lire en ligne), « 16 Guides d'onde et lignes de transmission »